# Billboard Music Award for Top Billboard 200 Album
Der Billboard Music Award for Top Billboard 200 Album wird seit 1993 im Rahmen des Billboard Music Awards vergeben und zeichnet Alben von Künstlern aus, die in den US-amerikanischen Albencharts Billboard 200 erfolgreich waren. Bisher haben fünf Künstler den Award je zweimal gewonnen: 50 Cent, Adele, Drake, Eminem und Taylor Swift.

## Sieger und Nominierte
Die Sieger stehen als erstes und in Fettschrift.

### 1990er
| Jahr                                                     | Album                 | Künstler       | Ref            |
| -------------------------------------------------------- | --------------------- | -------------- | -------------- |
| 1993                                                     |                       |                |                |
| The Bodyguard                                            | Whitney Houston       | [ 1 ]          |                |
| 1994                                                     | nicht vergeben        | nicht vergeben | nicht vergeben |
| 1995                                                     |                       |                |                |
| Cracked Rear View                                        | Hootie & the Blowfish | [ 2 ]          |                |
| Hell Freezes Over                                        | The Eagles            | [ 2 ]          |                |
| The Hits                                                 | Garth Brooks          | [ 2 ]          |                |
| II                                                       | Boyz II Men           | [ 2 ]          |                |
| 1996                                                     |                       | [ 2 ]          |                |
| Jagged Little Pill                                       | Alanis Morissette     | [ 3 ]          |                |
| Daydream                                                 | Mariah Carey          | [ 3 ]          |                |
| Falling into You                                         | Celine Dion           | [ 3 ]          |                |
| Waiting to Exhale: Original Soundtrack Album             | Whitney Houston       | [ 3 ]          |                |
| 1997                                                     |                       | [ 3 ]          |                |
| Spice                                                    | Spice Girls           | [ 4 ]          |                |
| Falling into You                                         | Celine Dion           | [ 4 ]          |                |
| Space Jam: Music From and Inspired By the Motion Picture | Various Artists       | [ 4 ]          |                |
| Tragic Kingdom                                           | No Doubt              | [ 4 ]          |                |
| 1998                                                     |                       | [ 4 ]          |                |
| Titanic: Music from the Motion Picture                   | Celine Dion           | [ 5 ]          |                |
| Backstreet Boys                                          | Backstreet Boys       | [ 5 ]          |                |
| Let’s Talk About Love                                    | Celine Dion           | [ 5 ]          |                |
| Sevens                                                   | Garth Brooks          | [ 5 ]          |                |
| 1999                                                     |                       | [ 5 ]          |                |
| Millennium                                               | Backstreet Boys       | [ 6 ]          |                |
| ...Baby One More Time                                    | Britney Spears        | [ 6 ]          |                |
| Come On Over                                             | Shania Twain          | [ 6 ]          |                |
| NSYNC                                                    | *NSYNC                | [ 6 ]          |                |

### 2000er
| Jahr                            | Album                    | Künstler       | Ref            |
| ------------------------------- | ------------------------ | -------------- | -------------- |
| 2000                            |                          |                |                |
| No Strings Attached             | *NSYNC                   | [ 7 ]          |                |
| The Marshall Mathers LP         | Eminem                   | [ 7 ]          |                |
| Oops!… I Did It Again           | Britney Spears           | [ 7 ]          |                |
| Supernatural                    | Santana                  | [ 7 ]          |                |
| 2001                            |                          | [ 7 ]          |                |
| 1                               | The Beatles              | [ 8 ]          |                |
| Black & Blue                    | Backstreet Boys          | [ 8 ]          |                |
| Hot Shot                        | Shaggy                   | [ 8 ]          |                |
| Now That's What I Call Music! 5 | Various Artists          | [ 8 ]          |                |
| 2002                            |                          | [ 8 ]          |                |
| The Eminem Show                 | Eminem                   | [ 9 ]          |                |
| M!ssundaztood                   | P!nk                     | [ 9 ]          |                |
| Nellyville                      | Nelly                    | [ 9 ]          |                |
| Weathered                       | Creed                    | [ 9 ]          |                |
| 2003                            |                          | [ 9 ]          |                |
| Get Rich or Die Tryin'          | 50 Cent                  | [ 10 ]         |                |
| Come Away with Me               | Norah Jones              | [ 10 ]         |                |
| Home                            | Dixie Chicks             | [ 10 ]         |                |
| Up!                             | Shania Twain             | [ 10 ]         |                |
| 2004                            |                          | [ 10 ]         |                |
| Confessions                     | Usher                    | [ 11 ]         |                |
| Closer                          | Josh Groban              | [ 11 ]         |                |
| The Diary of Alicia Keys        | Alicia Keys              | [ 11 ]         |                |
| Speakerboxxx/The Love Below     | Outkast                  | [ 11 ]         |                |
| 2005                            |                          | [ 11 ]         |                |
| The Massacre                    | 50 Cent                  | [ 12 ]         |                |
| American Idiot                  | Green Day                | [ 12 ]         |                |
| The Emancipation of Mimi        | Mariah Carey             | [ 12 ]         |                |
| Encore                          | Eminem                   | [ 12 ]         |                |
| 2006                            |                          | [ 12 ]         |                |
| Some Hearts                     | Carrie Underwood         | [ 13 ]         |                |
| All the Right Reasons           | Nickelback               | [ 13 ]         |                |
| High School Musical             | High School Musical Cast | [ 13 ]         |                |
| Me and My Gang                  | Rascal Flatts            | [ 13 ]         |                |
| 2007–2009                       | nicht vergeben           | nicht vergeben | nicht vergeben |

### 2010er
| Jahr                      | Album             | Künstler       | Ref            |
| ------------------------- | ----------------- | -------------- | -------------- |
| 2010                      | nicht vergeben    | nicht vergeben | nicht vergeben |
| 2011                      |                   |                |                |
| Recovery                  | Eminem            | [ 14 ]         |                |
| The Gift                  | Susan Boyle       | [ 14 ]         |                |
| My World 2.0              | Justin Bieber     | [ 14 ]         |                |
| Need You Now              | Lady Antebellum   | [ 14 ]         |                |
| Speak Now                 | Taylor Swift      | [ 14 ]         |                |
| 2012                      |                   | [ 14 ]         |                |
| 21                        | Adele             | [ 15 ]         |                |
| Born This Way             | Lady Gaga         | [ 15 ]         |                |
| Tha Carter IV             | Lil Wayne         | [ 15 ]         |                |
| Christmas                 | Michael Bublé     | [ 15 ]         |                |
| Take Care                 | Drake             | [ 15 ]         |                |
| 2013                      |                   | [ 15 ]         |                |
| Red                       | Taylor Swift      | [ 16 ]         |                |
| 21                        | Adele             | [ 16 ]         |                |
| Babel                     | Mumford & Sons    | [ 16 ]         |                |
| Take Me Home              | One Direction     | [ 16 ]         |                |
| Up All Night              | One Direction     | [ 16 ]         |                |
| 2014                      |                   | [ 16 ]         |                |
| The 20/20 Experience      | Justin Timberlake | [ 17 ]         |                |
| Beyoncé                   | Beyoncé           | [ 17 ]         |                |
| Crash My Party            | Luke Bryan        | [ 17 ]         |                |
| The Marshall Mathers LP 2 | Eminem            | [ 17 ]         |                |
| Nothing Was the Same      | Drake             | [ 17 ]         |                |
| 2015                      |                   | [ 17 ]         |                |
| 1989                      | Taylor Swift      | [ 18 ]         |                |
| In the Lonely Hour        | Sam Smith         | [ 18 ]         |                |
| That's Christmas to Me    | Pentatonix        | [ 18 ]         |                |
| V                         | Maroon 5          | [ 18 ]         |                |
| ×                         | Ed Sheeran        | [ 18 ]         |                |
| 2016                      |                   | [ 18 ]         |                |
| 25                        | Adele             | [ 19 ]         |                |
| 1989                      | Taylor Swift      | [ 19 ]         |                |
| Beauty Behind The Madness | The Weeknd        | [ 19 ]         |                |
| Purpose                   | Justin Bieber     | [ 19 ]         |                |
| ×                         | Ed Sheeran        | [ 19 ]         |                |
| 2017                      |                   | [ 19 ]         |                |
| Views                     | Drake             | [ 20 ]         |                |
| Anti                      | Rihanna           | [ 20 ]         |                |
| Blurryface                | Twenty One Pilots | [ 20 ]         |                |
| Lemonade                  | Beyoncé           | [ 20 ]         |                |
| Starboy                   | The Weeknd        | [ 20 ]         |                |
| 2018                      |                   | [ 20 ]         |                |
| Damn                      | Kendrick Lamar    | [ 21 ]         |                |
| More Life                 | Drake             | [ 21 ]         |                |
| Stoney                    | Post Malone       | [ 21 ]         |                |
| ÷                         | Ed Sheeran        | [ 21 ]         |                |
| Reputation                | Taylor Swift      | [ 21 ]         |                |
| 2019                      |                   | [ 21 ]         |                |
| Scorpion                  | Drake             | [ 22 ]         |                |
| Invasion of Privacy       | Cardi B           | [ 22 ]         |                |
| Beerbongs & Bentleys      | Post Malone       | [ 22 ]         |                |
| Astroworld                | Travis Scott      | [ 22 ]         |                |
| ?                         | XXXTentacion      | [ 22 ]         |                |

### 2020er
| Jahr                                     | Album          | Künstler | Ref |
| ---------------------------------------- | -------------- | -------- | --- |
| 2020                                     |                |          |     |
| When We All Fall Asleep, Where Do We Go? | Billie Eilish  | [ 23 ]   |     |
| Thank U, Next                            | Ariana Grande  | [ 23 ]   |     |
| Free Spirit                              | Khalid         | [ 23 ]   |     |
| Hollywood's Bleeding                     | Post Malone    | [ 23 ]   |     |
| Lover                                    | Taylor Swift   | [ 23 ]   |     |
| 2021                                     |                | [ 23 ]   |     |
| Shoot for the Stars, Aim for the Moon    | Pop Smoke      | [ 24 ]   |     |
| Legends Never Die                        | Juice Wrld     | [ 24 ]   |     |
| My Turn                                  | Lil Baby       | [ 24 ]   |     |
| Folklore                                 | Taylor Swift   | [ 24 ]   |     |
| After Hours                              | The Weeknd     | [ 24 ]   |     |
| 2022                                     |                | [ 24 ]   |     |
| Sour                                     | Olivia Rodrigo | [ 25 ]   |     |
| 30                                       | Adele          | [ 25 ]   |     |
| Planet Her                               | Doja Cat       | [ 25 ]   |     |
| Certified Lover Boy                      | Drake          | [ 25 ]   |     |
| Dangerous: The Double Album              | Morgan Wallen  | [ 25 ]   |     |

## Mehrfach-Preisträger und -Nominierte

### Siege
2 Siege
- 50 Cent
- Adele
- Eminem
- Taylor Swift
- Drake

### Nominierungen
7 Nominierungen
- Taylor Swift

5 Nominierungen
- Eminem

4 Nominierungen
- Céline Dion
- Drake

3 Nominierungen
- Adele
- Backstreet Boys
- Post Malone
- The Weeknd

2 Nominierungen
- *'NSYNC
- 50 Cent
- Beyoncé
- Justin Bieber
- Garth Brooks
- Mariah Carey
- Whitney Houston
- One Direction
- Ed Sheeran
- Britney Spears
- Shania Twain